# Nancy Walton Laurie
Nancy Walton Laurie, född 15 maj 1951, är en amerikansk arvtagerska till Walmart-förmögenheten. Hon är entreprenör och filantrop. Laurie är dotter till Bud Walton, syster till Ann Walton Kroenke och brorsdotter till Sam Walton, där Sam och Bud tillsammans grundade Walmart.
Den amerikanska ekonomitidskriften Forbes rankade henne som världens 161:a rikaste med en förmögenhet på 14,1 miljarder amerikanska dollar för den 18 mars 2025.
Hon avlade en kandidatexamen i humaniora vid University of Memphis.
Hon och hennes make Bill Laurie ägde tillsammans den amerikanska ishockeyorganisationen St. Louis Blues i National Hockey League (NHL) mellan åren 1999 och 2006. Det var maken som var drivkraften till att förvärva och äga organisationen medan hon stod för den finansiella biten. Blues och deras arena kostade runt 100 miljoner dollar att förvärva och de fick tillbaka runt 150 miljoner dollar när de sålde det vidare till ett konsortium. En representant för paret hävdade att de två hade förlorat upp till 285 miljoner dollar för sju års ägarskap av Blues.
Walton Laurie äger superyachten Secret och megayachten Kaos.